# Гущин, Сергей Николаевич
Сергей Николаевич Гущин (род. 9 марта 1960) — советский военнослужащий, участник боевых действий в республике Афганистан, Герой Советского Союза, командир мотострелкового батальона 371-го Гвардейского мотострелкового полка 5-й гвардейской мотострелковой дивизии 40-й общевойсковой армии Краснознамённого Туркестанского военного округа Ограниченный контингент советских войск в Демократической Республике Афганистане, дислоцированной в г. Шинданд, гвардии капитан.

## Биография и военная карьера
Родился 9 марта 1960 года в селе Сокулук Сокулукского района Киргизской ССР в семье рабочего. Русский. В 1977 году окончил 10 классов средней школы.
В Советской Армии с августа 1977 года. В 1981 году окончил Алма-Атинское высшее общевойсковое командное училище имени Маршала Советского Союза И. С. Конева. Член КПСС с 1983 года. Служил в Краснознамённом Туркестанском военном округе.
В составе ограниченного контингента советских войск в Демократической Республике Афганистан находился с мая 1987 по февраль 1989 года. За период с мая 1988 года принимал участие в 6 боевых операциях в провинциях Герат, Гильменд, Кандагар, Фарах, где проявил себя смелым, решительным и мужественным командиром, показывая образец выполнения служебного и интернационального долга.
С 5 по 14 августа 1988 года участвовал в боевой операции в провинции Герат. 10 августа во время блокирования зелёной зоны города Герат на позиции батальона вышла группа мятежников с целью прорыва через блок. Возглавив бронегруппу, уверенно вывел её во фланг противника и мощным огнём из вооружения БМП уничтожил его. Лично уничтожил из вооружения БМП 6 мятежников и расчёт ДШК.
Продолжал службу в советской Армии и Российской Армии. В 1992 году окончил Военную академию имени М. В. Фрунзе. С 1992 года — заместитель командира 6-й гвардейской отдельной мотострелковой бригады в Западной группе войск (Германия), вместе с бригадой переведен в 1994 году в Московский военный округ (Курск).
В 1995—1997 годах — командир 6-й гвардейской отдельной мотострелковой бригады. Окончил Военную академию Генерального штаба Вооруженных Сил Российской Федерации.

## Подвиг
Из наградного листа о присвоении звания Герой Советского Союза:
«С 20 октября по 1 ноября 1988 года участвовал в боевых операциях в провинции Гильменд. 21 октября при постановке подразделения батальона на блок в районе кишлака Каджаки-Суфла грамотно и умело организовал систему подавления огневых средств мятежников, уничтожив при этом пусковую установку ракетных снарядов. Своими смелыми и решительными действиями обеспечил занятие господствующих высот подразделениями полка. Особенно отличился 28 октября при блокировании зелёной зоны кишлака. В бою с мятежниками действовал самоотверженно, уверенно владел обстановкой на поле боя. Возглавив мотострелковую роту, внезапным броском в обход противника уничтожил миномётную батарею, лично уничтожив при этом группу мятежников и 2 миномётных расчёта. Взрывом вблизи разорвавшегося реактивного снаряда был тяжело контужен, но поле боя не оставил, продолжал управлять подразделениями батальона. Своим личным примером воодушевил личный состав батальона. Поставленная задача была выполнена».

## Звание Герой Советского Союза
Указом Президиума Верховного Совета СССР от 10 апреля 1989 года «За мужество и героизм, проявленные при оказании интернациональной помощи Демократической Республике Афганистан, капитану Гущину Сергею Николаевичу присвоено звание Героя Советского Союза с вручением ордена Ленина и медали „Золотая Звезда“ (№ 11592)».

## Награды
- Медаль «Золотая Звезда»;
- орден Ленина (10.04.1989);
- орден Красной Звезды (5.05.1988).